# 一般道路
一般道路（いっぱんどうろ）とは、車両（自動車、原動機付自転車、自転車、軽車両）および歩行者など、あらゆる交通の用に供する道路の通称である。単に一般道ともいう。

## 概要

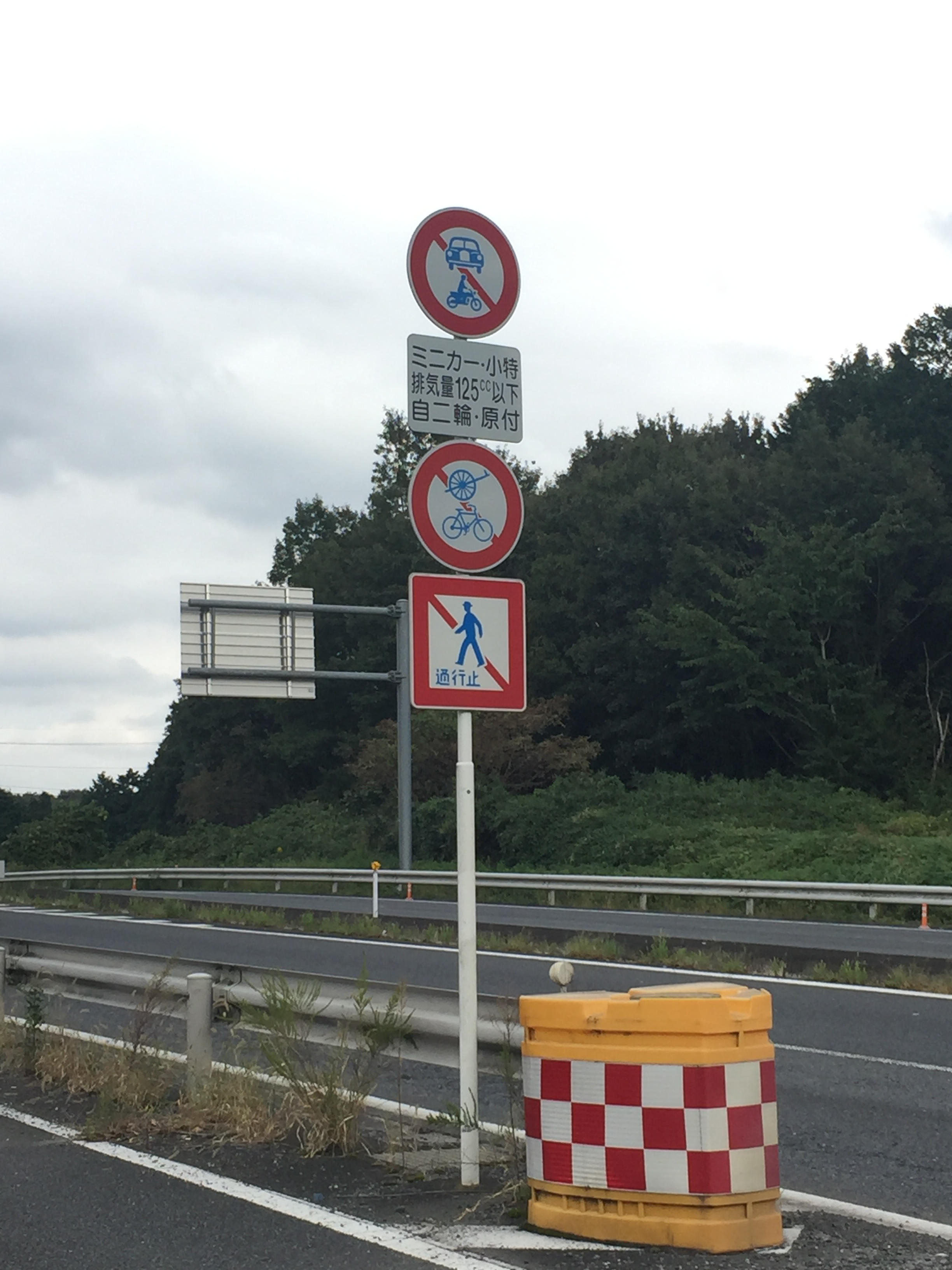
真岡I.C南交差点付近の真岡バイパス（鬼怒テクノ通り）入口
一般道路ではあるが歩行者、自転車・軽車両、ミニカー、小型特殊自動車、125cc以下の小型自動二輪車、原動機付自転車の通行が禁止されており、自動車専用道路と同等の規制である。

法律上、明確な定義がなされている言葉ではないが、道路交通法関連法規である「交通の方法に関する教則（昭和53年10月30日国家公安委員会告示第3号）」においては高速道路（高速自動車国道・自動車専用道路）以外の道路を指している。また、有料道路や高速道路、私道ではない道路という意味でも用いられる。
あらゆる交通の用に供する道路ではあるが、自動車専用道路と同じく排気量125 cc以下の二輪車の通行が禁止されている路線もある。トンネルや橋、立体交差や連続高架など、通行が危険なために歩行者や自転車、場合によっては排気量50 cc以下の原動機付自転車の通行を禁止している区間などもある。
また自動車専用道路に準じた構造を持つ路線もあり、設計速度が高く最高速度が高速道路並みの70 - 80 km/hに指定されている区間も存在する。
なお「一般国道」とは、日本における高速自動車国道以外の国道を指すので意味が異なり、またそれには一般国道自動車専用道路を含むので一般道路に包含されない。